# Al-Askari
Al-Askarī (arab. ‏مرقد الامامين علي الهادي والحسن العسكري‎) – meczet zlokalizowany jest w większościowo sunnickim mieście Samarra w Iraku, święte miejsce szyitów. W meczecie znajdują się groby dwóch z dwunastu szyickich imamów; dziesiątego Alego al-Hadiego i jego syna, jedenastego Hasana al-Askariego. W kompleksie pochowano także innych członków rodziny Mahometa. W 2006 roku, tygodnik Time relacjonował:

al-Askari jest jednym z najświętszych miejsc szyickich, w części ustępującym tylko Nadżafowi i Karbali. Nawet sunnici z Samarry darzą go wielkim szacunkiem. Powiedzenie, przyrzekam na meczet, jest notorycznie używane przez obie wspólnoty.

## Zamachy

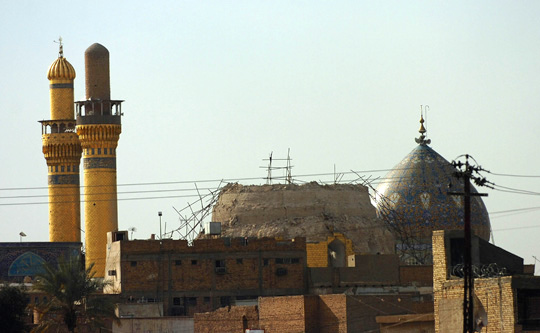
Meczet po zamachu z lutego 2006 roku

22 lutego 2006 około godziny siódmej rano, bomba podłożona przez fundamentalistów sunnickich zniszczyła część meczetu, w tym pokrytą złotem kopułę. Spowodowało to zamieszki i działania odwetowe szyitów, którzy zaatakowali sunnitów i podpalali ich meczety. Następnego dnia, znaleziono ponad sto ciał. Na dniach po zamachu, w całym kraju doliczono się już około tysiąca ciał. Ajatollah Ali as-Sistani, wezwał do zaprzestania działań odwetowych. Dla uspokojenia sytuacji, rząd iracki wprowadził godzinę policyjną na terenie całego kraju. Amerykanie o zamach oskarżyli al-Kaidę, której celem było wywołanie wojny religijnej w Iraku. W sierpniu 2007 roku, w nalocie sił koalicji zginął Haitam al-Badri, członek al-Kaidy odpowiedzialny za zaplanowanie zamachu.
13 czerwca 2007 w Al-Askarī doszło do kolejnego zamachu. Eksplodowały bomby umieszczone w dwóch pozostałych minaretach. Ponownie doszło do akcji odwetowych i wprowadzenia godziny policyjnej w kraju. 14 czerwca Amerykanie poinformowali o "aresztowaniu 25 członków al-Kaidy w Iraku, wliczając wysokiego rangą współpracownika Omara al-Bagdadiego, który kierował tzw. Państwem Islamskim w Iraku".
Zniszczenia zostały w całości naprawione w 2009 roku.